# Etnocentrisme temporal
L'etnocentrisme temporal, també conegut com a etnocentrisme històric, planteja la idea de la superioritat d'una cultura concreta, respecte a les altres cultures, i, fins i tot, dels altres períodes històrics de la pròpia cultura (de vegades, inclosos els temps futurs). Aquesta idea és expressada, de forma crítica per Jacques Derrida, i estaria relacionada amb el concepte de la fi de la història proposat per Francis Fukuyama.
Aquesta visió, com tota forma d'etnocentrisme, planteja la possibilitat de la superioritat de certes respostes culturals respecte als altres fets culturals, fet negat per Claude Lévi-Strauss i presentat com a possible origen de l'imperialisme per Jacques Derrida.
L'etnocentrisme temporal tindria el seu contrapunt en el relativisme cultural, que planteja la no existència de superioritat de cap comportament cultural, per sobre dels altres.